# Live from Tokyo
Live from Tokyo（ライブ フロム トーキョー）は、iTunes Store限定で配信されている、シリーズ企画配信限定ライブシングル。

## 概要
Apple Store渋谷において行われたスペシャルライブの音源をライブシングルとして、不定期であるがほぼ毎月配信している。様々なジャンルのアーティストが配信されている。他国のiTunes Storeでも「Live from SoHo」「Live from London」等といった同様の企画が配信されている。2006年2月にはアップルストア銀座で行われたライブを収録した矢野顕子「Live at Ginza Store (iTunes Exclusive)」が配信されている。

## 作品化されたアーティスト

### 2007年
- Kaiser Chiefs（3月6日）
- Fantastic Plastic Machine（5月2日）
- dj KENTARO（5月23日）
- ET-KING（6月20日）
- Superfly（6月27日） - Live from Tokyo (Superflyのシングル)
- 高木正勝（6月27日）
- FIRE BALL（7月18日）
- Astro（7月25日）
- 少年ナイフ（8月1日）
- yanokami（9月12日）
- ガガガSP（9月26日）
- 大沢伸一（11月21日）
- かりゆし58（12月19日）

### 2008年
- MEGARYU（1月16日）
- 坂本美雨（1月23日）
- SEEDA（2月27日）
- HIFANA（5月26日）
- 日華（7月23日）
- Daniel Powter（8月6日）
- 元気ロケッツ（8月13日）
- Shing02（8月13日）
- EMI MARIA（10月1日）
- capsule（12月24日） - iTunes Live From Tokyo (capsuleのシングル)